# Proviseux-et-Plesnoy
Proviseux-et-Plesnoy település Franciaországban, Aisne megyében. Lakosainak száma 133 fő (2022. január 1.). Proviseux-et-Plesnoy Évergnicourt, La Malmaison, Neufchâtel-sur-Aisne, Prouvais, Avaux, Villers-devant-le-Thour és Villeneuve-sur-Aisne községekkel határos.

## Népesség
A település népességének változása:
| Lakosok száma | 150  | 117  | 110  | 94   | 117  | 119  | 120  | 123  | 126  | 133  |
|               | 1968 | 1982 | 1990 | 2006 | 2013 | 2015 | 2017 | 2019 | 2020 | 2022 |